# Université de Rangoun
L'université de Rangoun (birman : ရန်ကုန် တက္ကသိုလ်) est l'université birmane la plus ancienne et la plus connue. L'université de Rangoun a été au centre du mécontentement civil tout au long de son histoire. Les trois grèves nationales contre l'administration britannique (1920, 1936 et 1938) ont commencé à l'université de Rangoun. Les dirigeants du mouvement d'indépendance birman, tels que le général Aung San, U Nu, Ne Win et U Thant, sont parmi les anciens élèves les plus remarquables de l'université. La tradition de protestation des étudiants à l'université s'est poursuivie à l'époque post-coloniale en 1962, 1974, 1988 et 1996.

## Histoire

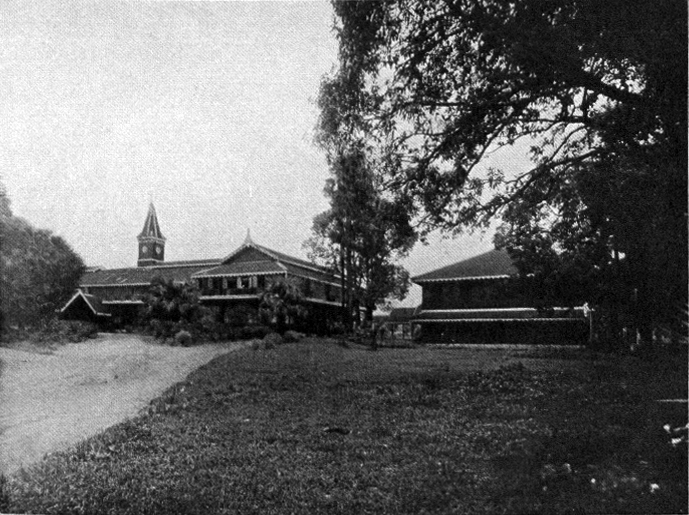
Le Rangoon College en 1910, avant sa fusion avec le Judson College.

Créé en 1878 en tant que collège affilié à l'université de Calcutta, le Rangoon College était géré par le Syndicat de l'éducation mis en place par l'administration coloniale britannique. Le collège a été rebaptisé Government College en 1904, et University College en 1920. L'université de Rangoun a été fondée en 1920, lorsque l'University College (Rangoon College, laïc) et le Judson College (affilié aux Baptistes) ont été fusionnés par la loi sur l'université de Rangoun. La Mission baptiste américaine a décidé de reconnaître le Judson College (anciennement Baptist College) comme une institution distincte au sein de l'université de Rangoun. L'Université de Rangoun s'est modelée sur les universités de Cambridge et d'Oxford. Tous les établissements d'enseignement supérieur fondés par la suite par les Britanniques ont été placés sous l'administration de l'université de Rangoun : Mandalay College à Mandalay en 1925, Teachers Training College et Medical College à Rangoun en 1930, et Agriculture College à Mandalay en 1938.
Après la loi sur l'éducation universitaire de 1964, tous les collèges et instituts professionnels de l'université tels que l'Institut de médecine 1, l'institut de technologie de Rangoun et l'institut d'économie de Rangoun sont devenus des universités indépendantes, laissant à l'université de Rangoun les arts libéraux, les sciences et le droit. Au Myanmar, la responsabilité de l'enseignement supérieur dépend de divers ministères. L'université de Rangoun dépend du ministère de l'éducation.
Après le coup d'État militaire de 1962 sous le général Ne Win, et sous la voie birmane vers le socialisme, l'université de Rangoun a été placée sous le contrôle direct de la Direction de l'enseignement supérieur, une agence du gouvernement central, alors qu'auparavant elle était dirigée par un conseil de professeurs, d'universitaires et de fonctionnaires. Les normes éducatives ont commencé à décliner sensiblement et les organismes internationaux ont cessé de reconnaître les diplômes délivrés ou obtenus à l'université. En outre, la langue d'enseignement est devenue le birman, ce qui constitue une rupture radicale avec l'anglais, qui était la langue d'enseignement de l'université depuis sa fondation. L'université a également été rebaptisée « Université des arts et des sciences de Rangoun » (en abrégé RASU), après que certains départements et facultés (médecine, économie, éducation, etc.) aient été séparés de l'université en 1964. 
En novembre 1974, l'ancien secrétaire général des Nations unies, U Thant, est décédé. Le jour de ses funérailles, le 5 décembre 1974, des étudiants de l'université de Rangoun ont arraché son cercueil exposé au champ de courses de Kyaikkasan et ont érigé un mausolée de fortune sur le terrain de la RASU pour protester contre le gouvernement qui n'a pas honoré leur célèbre compatriote par des funérailles nationales. Les militaires ont pris d'assaut le campus le 11 décembre, tuant certains des étudiants, ont récupéré le cercueil et ont enterré U Thant au pied de la pagode Shwedagon. 
L'université fut au centre du soulèvement 8888, 300 étudiants y ayant laissé la vie. 
À la suite d'émeutes étudiantes, l'université ne délivra plus de bachelors complets entre 1996 et 2014.

## Galerie

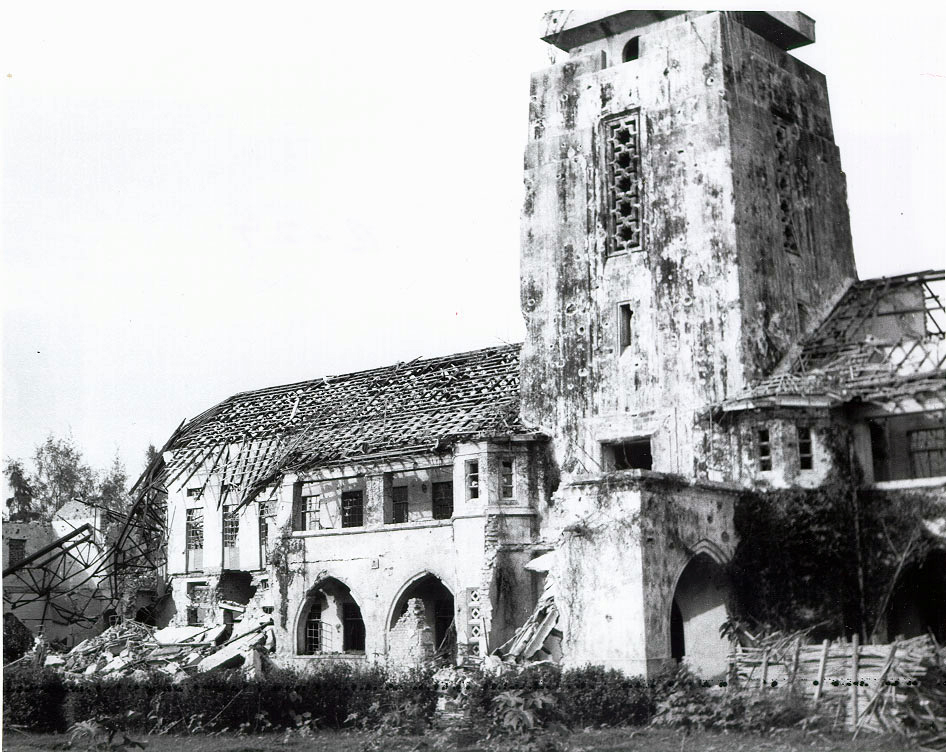
L'université subit des dommages pendant la Seconde Guerre mondiale.
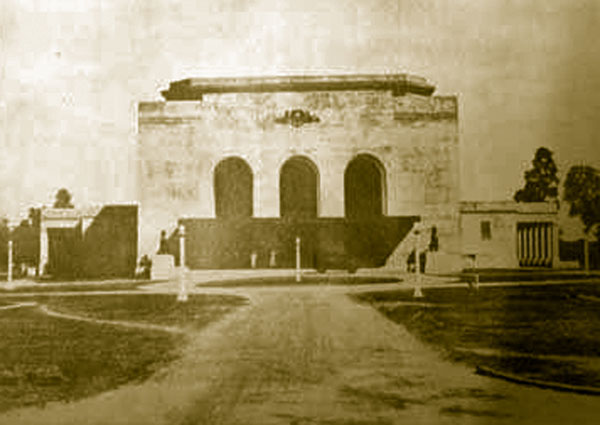
Le Convocation Hall lors de sa construction.
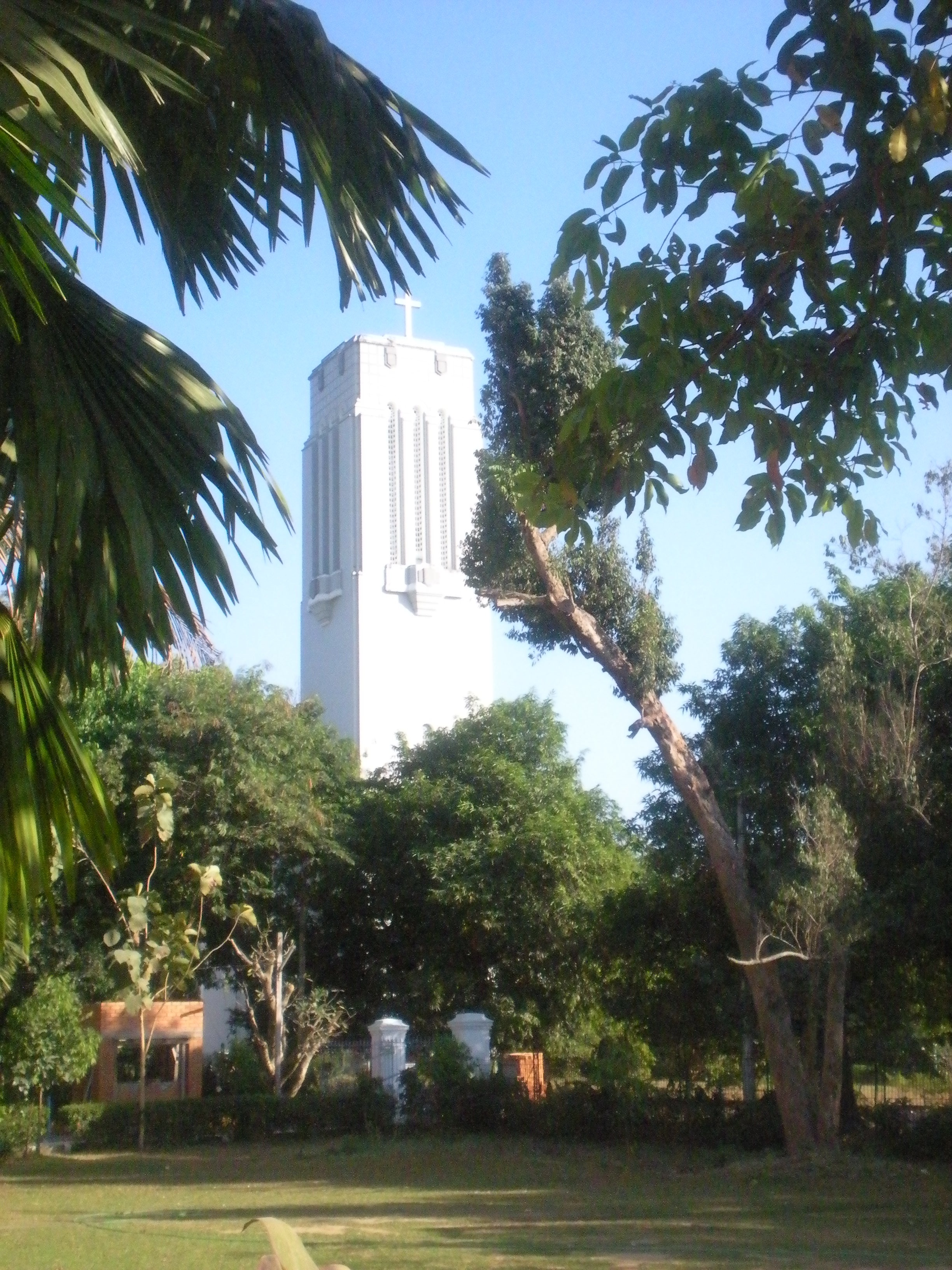
La tour Judson, construite pour le jubilé de diamant de l'université.
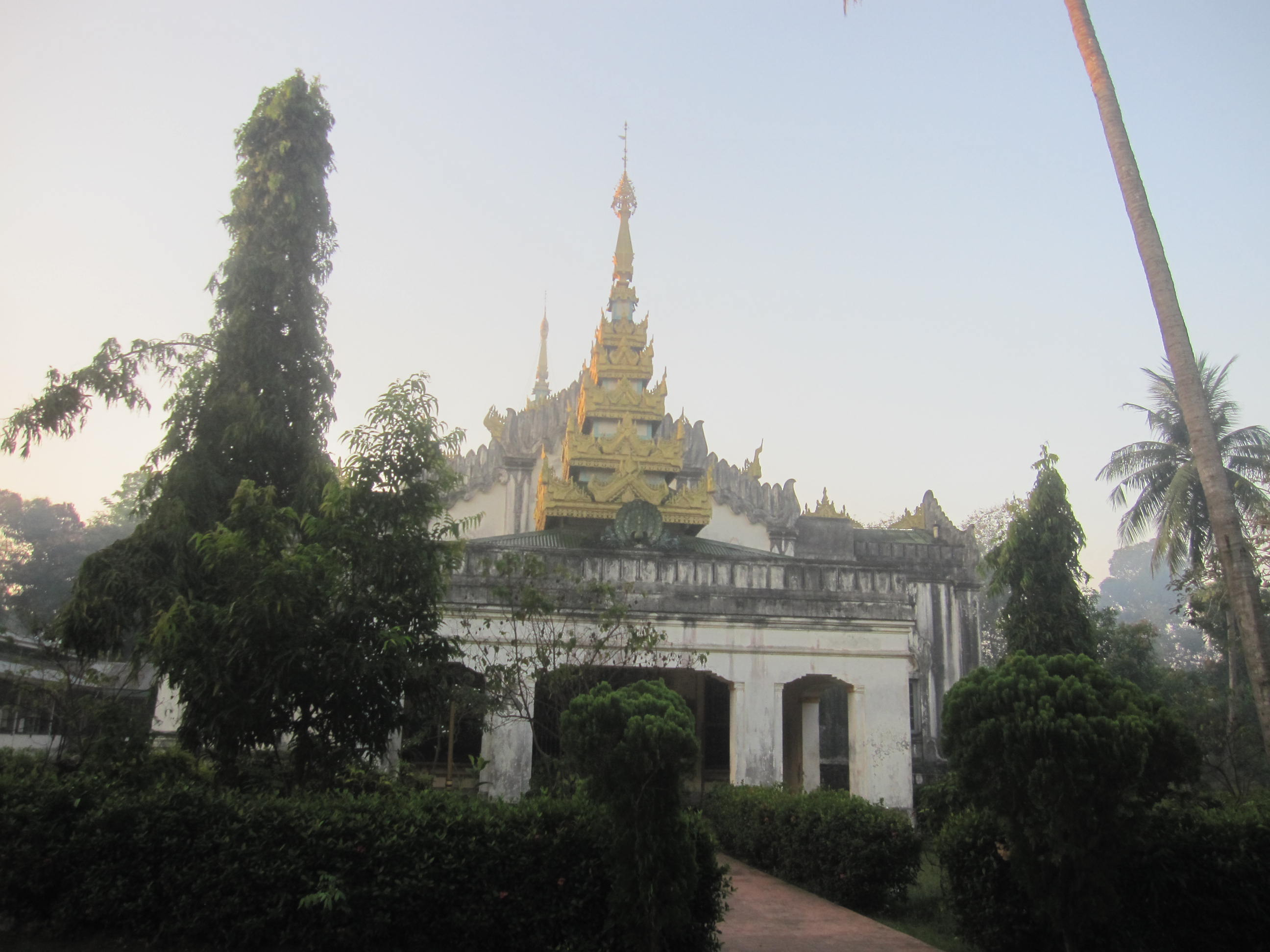
Le Dhamma Hall.

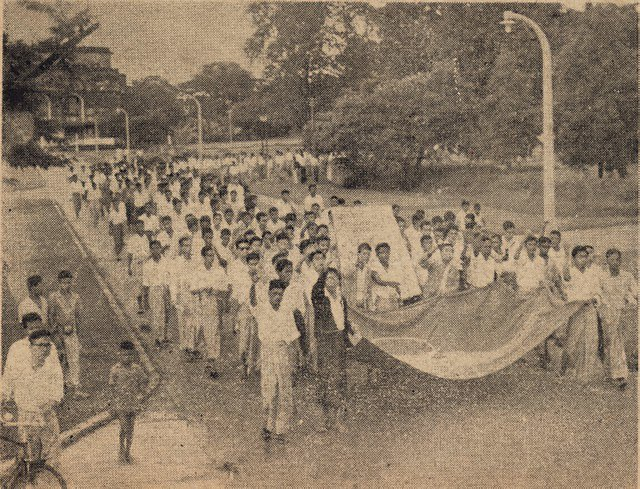
Manifestations de 1962 contre la politique de l'université et du régime : 1962 Rangoon University protests (en).
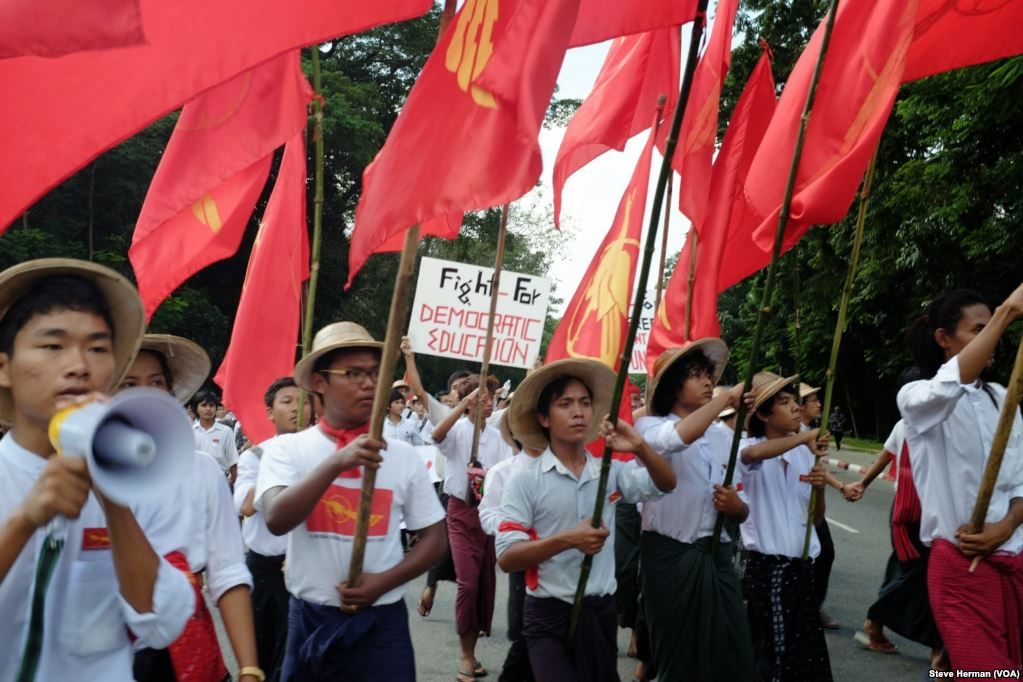
Manifestations étudiantes de 2014 contre la Myanmar National Education Law 2014 (en).

## Personnalités liées

### Recteurs
- Htin Aung : 1946-1958

### Professeurs et anciens professeurs
- Charles Duroiselle (1871-1951), birmanologue, historien et archéologue français naturalisé birman, y a enseigné le pali[2].